# Iberischer Scheibenzüngler
Der Iberische Scheibenzüngler (Discoglossus galganoi) ist eine Amphibienart aus der Gattung der Eigentlichen Scheibenzüngler, die auf der Iberischen Halbinsel beheimatet ist. Das Artepitheton ehrt den italienischen Biologen Mario Galgano (1907–1985).

## Merkmale
Der Iberische Scheibenzüngler hat eine Körperlänge von etwa 35 bis 80 mm, wobei die Männchen maximal 80 und die Weibchen etwa 70 mm erreichen. Die meisten erwachsenen Exemplare sind jedoch zwischen vier und knapp sechs Zentimeter lang. Der Körper ist gestaucht mit einem flachen Kopf, der etwas breiter als lang ist. Die Rückenfärbung ist sehr variabel und kann bräunlich, grün, grau, gelblich oder rötlich sein. Auf dem Rücken und den Flanken können sich dunkelbraune Flecken mit hellem Saum, zwei helle Seitenstreifen und ein entsprechender Mittelstreifen oder gar keine Zeichnung befinden. Die Bauchseite ist weißlich gefärbt. Die Haut ist verhältnismäßig glatt, abgesehen von Drüsenkomplexen und Drüsenleisten in der Rückenmitte. Diese treten bei den Weibchen etwas stärker hervor.
Die Pupille ist umgekehrt tropfenförmig und die Zunge wie bei allen Scheibenzünglern scheibenförmig. Als weitere Merkmale besitzt das Tier Schwimmhäute (bei Männchen bis auf drei Viertel der Hinterzehenlänge, bei Weibchen und Jungtieren viel kleiner) und unterseits glatte Zehen. Die Männchen besitzen keine Schallblasen, haben zur Paarungszeit aber dunkle Brunstschwielen an den Innenseiten der Finger sowie dunkle Verhornungen im Kinn- und Brustbereich und an den Zehen.

## Verbreitung und Lebensraum

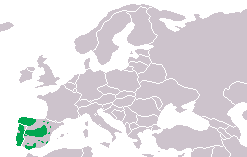
Verbreitungsgebiet des Iberischen Scheibenzünglers

Das Verbreitungsgebiet des Iberischen Scheibenzünglers beschränkt sich auf die Iberische Halbinsel, wobei die Nominatform D. galganoi galganoi mehr im westlichen Bereich, also in Portugal sowie Nordwest- und Westspanien anzutreffen ist. Die bis vor kurzem als eigene Art betrachtete Unterart D. galganoi jeanneae ist dagegen in mehreren Regionen Ost- und Südspaniens zu finden.
Dieser Froschlurch ist relativ stark an Wasserhabitate gebunden und ist entsprechend vor allem an fließenden und kleineren stehenden Gewässern anzutreffen.

## Lebensweise
Die Tiere sind tag- und nachtaktiv, wobei die Hauptaktivitätszeiten stark von den Temperaturen abhängen. Die Paarungszeit ist nicht saisonal und erstreckt sich beinahe über das gesamte Jahr: Die reproduktive Zeit beginnt im Oktober und endet im Spätsommer. Die Weibchen produzieren in dieser Zeit bis zu sechsmal Gelege von jedes Mal insgesamt 300 bis zu 1500 Eiern (über das ganze Jahr entsprechend 4900 bis 5600 Eier), die einzeln oder als kleine Laichballen abgegeben werden. Sie paaren sich mit mehreren Männchen – wobei der Amplexus in der Lendengegend erfolgt – und legen dabei jeweils Portionen von 20 bis 50 Eiern auf dem Gewässerboden ab.
Die Kaulquappen schlüpfen nach einer Embryonalzeit von zwei bis sechs Tagen, abhängig von der Wassertemperatur. Sie haben eine Schlupflänge von 25 bis 35 mm und sind tagaktiv. Die meisten Kaulquappen werden im Dezember, März und Mai gefunden. Die Larvalentwicklung dauert 22 bis 60 Tage und der Jungfrosch nach der Metamorphose hat eine Länge von etwa 10 mm. Die Geschlechtsreife erreicht er nach 3 bis 5 Jahren. Die Lebensdauer wird auf etwa 9 Jahre geschätzt.

## Systematik
Der Iberische Scheibenzüngler wird als Art innerhalb der Eigentlichen Scheibenzüngler (Discoglossus) eingeordnet. Die biologische Systematik der Gattung Discoglossus auf der Iberischen Halbinsel hat Ende des 20. Jahrhunderts eine grundlegende Neubewertung erfahren. In diesem Rahmen wurde 1986 durch morphometrische und biochemische Merkmale mit Discoglossus jeanneae eine weitere Art abgegrenzt. 2006 wurde allerdings postuliert, diese nur noch als Unterart von D. galganoi einzustufen.

## Gefährdung
Der Iberische Scheibenzüngler wird in der Roten Liste gefährdeter Arten der IUCN als nicht gefährdet („Least Concern“) eingestuft, weil er über ein relativ großes Verbreitungsgebiet verfügt, eine größere Anpassungsfähigkeit gegenüber Lebensraumveränderungen sowie eine verhältnismäßig große Gesamtpopulation angenommen wird.

## Zitierte Belege
1. ↑  Discoglossus galganoi in der Roten Liste gefährdeter Arten der IUCN 2007. Eingestellt von: Bosch, J., Beja, P., Tejedo, M., Lizana, M., Martínez-Solano, I., Salvador, A., García-París, M. & Gil, E.R., 2004. Abgerufen am 18. Juli 2008.